# 永遠の若さ

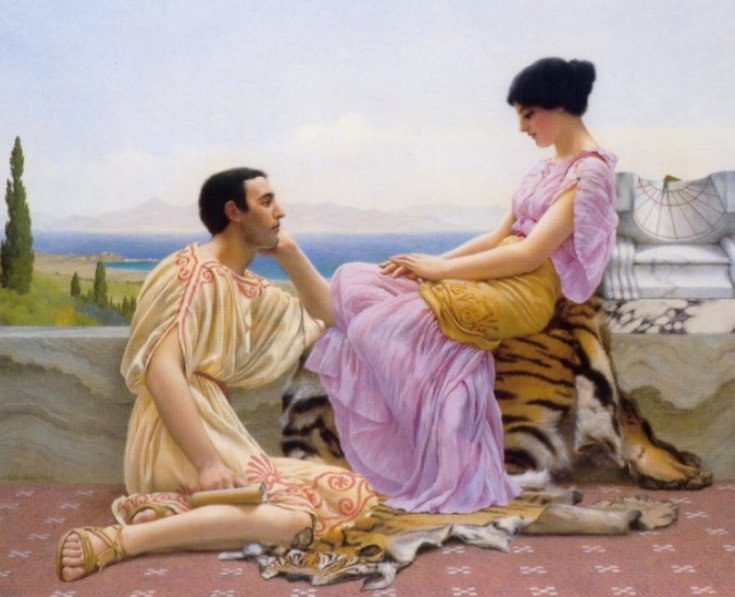
『Youth and Time』、ジョン・ウィリアム・ゴッドワード、1901年

永遠の若さ（えいえんのわかさ）とは、人間の肉体が老化することなく不死を保つという概念である。この概念における「若さ」とは、人間の寿命においての特定の年齢ではなく、通常、老化を有害な事象とみなした場合の「老化」に対する事象を意味している。「永遠の若さ」は神話によく登場し、フィクションでも人気のあるテーマとなっている。

## 宗教と神話
「永遠の若さ」は、アブラハムの宗教における楽園の住人の特徴である。
ヒンドゥー教では、ヴェーダやヴェーダ以降のリシは不老不死を会得しており、それは自分の身体の年齢や形さえも自在に変えられることを意味していると考えられている。これらは、ヨーガにおけるシッダの一部である。マールカンデーヤは常に16歳のままでいると言われている。
「永遠の生命」と、より具体的な「永遠の若さ」との違いは、ギリシア・ローマ神話に繰り返し登場するテーマでもある。神に不死の恩恵を求めながら、永遠の若さを求めることを忘れてしまうという構造的神話は、ティートーノスの物語に登場する。また、オウィディウスによるクマエアン・シビルの物語にも同様のテーマが見られる。
13世紀の『スノッリのエッダ』において、北欧神話では、イズンが神々に「永遠の若さ」を与えるリンゴを与えたと記述されている。

## テロメア
老化のプロセスには、個々人のDNAが関与している。老化は生まれる前から始まっている。つまり、細胞が死に始め、入れ替わりが必要になるとすぐに新しい細胞との入れ替わりが行われ、これが、いわゆる老化のプロセスと同じと考えられている。各染色体の末端には、テロメアと呼ばれるDNAの反復配列があり、染色体が他の染色体と結合しないように保護するほか、いくつかの重要な役割を担っている。そのひとつが、細胞分裂のたびに少量の遺伝暗号を除去することで、細胞分裂を制御する役割である。除去される量は、複製される細胞の種類によって異なる。テロメアが徐々に分解・変質することで、細胞分裂は40～60回に制限されている。これを、ヘイフリック限界と呼ぶ。この限界に達すると、同じ時間内に入れ替わることができる細胞数よりも多くの細胞が死んでしまう。したがって、この限界に達した後、生物はすぐに死んでしまう。一方で、テロメアを長くすれば、寿命も延びるというテロメアの重要性が明らかになっている。
しかし、哺乳類のテロメアの比較生物学的研究により、テロメアの長さは寿命と直接的ではなく、むしろ逆相関することが示され、寿命に対するテロメアの長さの寄与は未だ議論の余地があると結論づけられている。また、ラットの脳など一部の細胞分裂が終了した組織では年齢とともにテロメアの短縮が起こらないことが確認されている。ヒトでは、骨格筋のテロメア長は23～74歳まで安定している。完全に分化した分裂後の細胞からなるヒヒの骨格筋では、損傷したテロメアを含むmyonucleiは3％未満で、この割合は年齢とともに増加しないことが判明している。したがって、テロメア短縮に関しては脳や骨格筋の分化細胞の老化の大きな要因にはならないとされている。
がん細胞の9割にはテロメラーゼという酵素が大量に含まれていることが研究で明らかになっている。テロメラーゼは、消耗したテロメアの末端に塩基を付加して、テロメアを新しくする酵素である。がん細胞は、要するにテロメラーゼ遺伝子をオンにしているため、テロメアが消耗されることなく、無制限に分裂を繰り返すことができる。その他、幹細胞、毛包、生殖細胞といった細胞もテロメラーゼを大量に含むため、ヘイフリック限界を超えることができる。

## 治療
人間の体は高齢になっても若々しい状態を取り戻すことができるという考えは、Human Longevity IncやCalico、エリジウム・ヘルスなどの企業によって、ここ数年商業的に大きな関心を集めている。そのような大企業に加えて、多くの新興企業が現在、治療法を必要とするような「加齢問題」のために治療薬の開発に取り組んでいる。
2015年には、フレイルの根本的な生物学的原因を解決するために設計された新しいクラスの薬剤「セノリティックス」（2015年現在、前臨床開発中）が発表された。

## 慈善活動（Philanthropy）
「若さの喪失」、すなわち老化のプロセスは、がん、パーキンソン病、アルツハイマー病など、多くの病気のリスクを高める原因となっている。その結果、近年、多くの富裕層が、老化プロセス自体の科学的研究、あるいは老化プロセスを遅らせたり逆転させたりする治療法への取り組みに多額の資金を寄付している。そのような人々には、ジェフ・ベゾスやレイ・カーツワイル、ピーター・ティール、オーブリー・デ・グレイ、ラリー・エリソン、セルゲイ・ブリン、ドミトリー・イツコフ、ポール・ガレン、マーク・ザッカーバーグが含まれている。

## 参照
- エイジレス（英語版）
- 老化におけるDNA損傷理論（英語版）
- エリクサー
- 若返りの泉
- 抗老化医学
- 不老不死